# Мяо Фэн

Мяо Фэн

Мяо Фэн (кит. 妙峰, пиньинь: Miào Fēng — дословно «Прекрасная вершина»), мирское имя Фудэн Сюй (кит. 福登 續, пиньинь: Fúdēng Xù) — буддистский монах и архитектор (1540, Пинъян 平陽, современный Линьфынь, провинция Шаньси — 1613, Утайшань, провинция Шаньси).

## История
Родился в бедной семье. Когда ему было семь лет, родители умерли во время голодного бедствия. С 12 до 18 лет проживал в неопределённом монастыре, откуда потом сбежал в Пубань(铺板). Рядом с храмом Ваньгу (萬固) просил милостыню и спал под открытым небом, пока его не заметил принц Шань Инь (山陰, Shān Yīn, потомок первого императора династии Мин). Принц взял мальчика под своё покровительство и отвёл в храм Ваньгу. Посетив священные места, в особенности гору Путо, Мяо Фэн решил посвятить себя религиозному строительству и дал клятву воздвигнуть на священных горах Утайшань, Эмэйшань и Путошань статуи и пагоды в честь трёх бодхисаттв: Пу Сянь, Вэнь Шу, Гуань Инь.
В 1567 году он пребывает в Нанкине в храме Дабаоэнь, где встретился с будущим другом Хань Шань, который станет потом известным мастером чань-буддизма и в автобиографии которого их дружба подробно освещена. Мяо Фэн уезжает в родную провинцию, но в 1572 приезжает в Пекин, где снова встречает Хань Шань, после чего они часто странствуют вместе. В 1581 году они переписали Аватамсака сутру своей кровью на золотых пластинках и преподнесли её в дар вдовствующей императрице Цышэн (慈聖), матери императора Ваньли. Затем их попросили организовать молебен, чтобы у императора родился наследник. И в самом деле, вскоре тот родился — Чжу Чанло (朱常络, 1582—1620, однако его правление длилось меньше месяца после смерти отца) — за что монахи были награждены, а также были выделены средства для постройки на Утайшань пагоды и восстановления храма Таюань (塔院) . С этого момента начинается архитектурная деятельность Мяо Фэн.
Его первой работой (профинансирована императрицей) был храм Хуаянь (華檐) на горе Луя: были восстановлены здания и воздвигнута пагода на вершине. Затем Мяо Фэн возвращается в храм Ваньгу, который восстанавливает в течение 3 лет по просьбе Ван Чонгу и пристраивает пагоду 55 м высотой в 13 этажей со сводчатыми окнами. Следующие 2 года под начальством окружного судьи Мяо Фэн сооружает мост в 13 арочных мостовых пролётов через реку Вэй (谓) в провинции Шаньси. Затем он работает над стратегическим мостом из 23 арочных пролётов через бурную реку Ян (洋) в провинции Хэбэй под командованием наместника Бэй Чжили.
С 1599 и до своей смерти Мяо Фэн исполняет данную в юности клятву обустроить священные горы.